# Ixtab

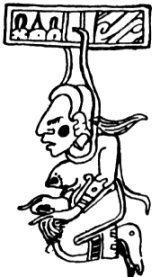
Un'icona del codice di Dresda, possibilmente rappresentando Ixtab.

Ixtab (moderno Quiché Xťab, pronunciato Ishtab, IPA iʃtʔəp, lett. La signora della fune) è una dea associata al suicidio e all'impiccagione nella mitologia maya e tolteca. Raccoglieva e guidava le anime delle vittime sacrificali, degli impiccati, dei suicidi, dei guerrieri uccisi, dei sacerdoti e delle donne morte di parto direttamente al paradiso.

## Le fonti
L'unico riferimento a questa dea può essere rintracciato negli scritti del vescovo spagnolo Diego de Landa, uno dei principali cronisti della civiltà maya subito dopo il contatto.
L'immagine più comunemente accreditata alla dea è presente in un pannello del Codice di Dresda. Essa appare a pagina 53b, una parte del codice chiamata anche  Tavola delle eclissi, poiché si ritiene che contenga dati astronomici.
L'immagine 53b mostra una Dea della Luna appesa per il collo a una fascia celeste. La Dea della Luna sembra essere morta: i suoi occhi sono chiusi e il suo corpo è macchiato in modo simile al corpo del Dio della Morte presente sopra di lei nella figura 53a. In alternativa, potrebbe trattarsi di una prigioniera priva di sensi. Data la collocazione di questa Dea della Luna all'interno della Tavola delle eclissi, sembra ragionevole affermare che la “luna morta appesa nel cielo” sia un riferimento all'eclissi lunare.
Il suicidio per impiccagione è un'immagine molto comune nella cultura spagnola da cui Landa proveniva, rispetto che nella cultura maya. È possibile che la percezione che questa dea si sia impiccata sia un'errata interpretazione spagnola dell'iconografia maya.

## Iconografia
Ixtab viene rappresentata come una donna col naso aquilino appesa per il collo a una fune. Le sue condizioni ricordano quelle di un morto: ha gli occhi chiusi e segni di putrefazione della carne sulla faccia e sui seni. In genere ha una gonna, un diadema e degli orecchini.
1. ↑   Ixtab. Diosa del suicidio. Cultura Maya, su pueblosoriginarios.com. URL consultato il 2 gennaio 2025.
2. ↑   Federico Manuel Daray e Federico Rebok, Changes in the conceptualization of suicidal behavior throughout history: from antiquity to the DSM-5, in Revista de la Facultad de Ciencias Médicas.